# Alexis Ferrero
Alexis Javier Ferrero (Calchaquí, Santa Fe, Argentina; 31 de marzo de 1978) es un exfutbolista argentino. Actualmente es director técnico de San Martín de Mendoza.
Su hermano menor es Walter Ferrero, actual jugador de Ben Hur.

## Trayectoria
Inició su carrera deportiva en el Club América de Cañada de Gómez (Santa Fe, Argentina), luego a la edad de 15 años fue fichado por el club Racing de Avellaneda para jugar en las divisiones inferiores de AFA, luego pasó al Club Ferro Carril Oeste hasta debutar en primera división en el año 2000 frente a Gimnasia de Jujuy luego de varios años en el club de caballito jugó a préstamo la Liga local de Olavarría en el club Racing de dicha ciudad
En 2003 pasa al Club Atlanta y después de 2 temporadas pasa al Club Tigre donde consigue el ascenso a primera división , en el 2007 y posterior un subcampeonato en primera es vendido al Botafogo de Brasil (2008) donde juega por un año. Luego pasa a Colón de Santa Fe (2009) es considerado el mejor defensor del año lo que le vale ser citado por  Diego Maradona para jugar un amistoso con la  Selección Argentina de Fútbol ante Panamá el 20 de mayo de 2009. Tras la negativa del club para aceptar una transferencia el jugador abandona la concentración después de unos días el Club Atlético River Plate paga la cláusula de rescisión del contrato y el jugador firma x 3 temporadas con el conjunto de Núñez (2010).
El 3 de enero de 2012, decide disolver de forma anticipada el contrato y se suma al plantel profesional de Huracán convirtiéndose en el primer refuerzo del Globo. 
Luego de 4 temporadas (previo paso a préstamo por el Rangers de Talca (Chile)) y la obtención de la Copa Argentina, ascenso a primera división y Supercopa Argentina finaliza su contrato con la entidad de Parque Patricios.
El 4 de enero de 2016 firma contrato por 18 meses con San Martín de Tucumán con el cual consigue el ascenso al Nacional B convirtiéndose en el capitán del equipo y mejor jugador del torneo Federal A.

## Clubes
| Club                  | País                | Año                 | Partidos | Goles |
| --------------------- | ------------------- | ------------------- | -------- | ----- |
| Ferro Carril Oeste    | Argentina           | 2000-2002           | 37       | 3     |
| Racing Club           | Argentina           | 2002-2003           | 7        | 6     |
| Atlanta               | Argentina           | 2003-2004           | 25       | 6     |
| Ferro Carril Oeste    | Argentina           | 2004-2005           | 32       | 3     |
| Tigre                 | Argentina           | 2005-2007           | 62       | 2     |
| Botafogo              | Brasil              | 2008                | 10       | 5     |
| Colón                 | Argentina           | 2009                | 37       | 5     |
| River Plate           | Argentina           | 2010-2011           | 66       | 7     |
| Huracán               | Argentina           | 2012-2013           | 56       | 7     |
| Audax Italiano        | Chile               | 2014                | 8        | 7     |
| Huracán               | Argentina           | 2014-2015           | 11       | 9     |
| San Martín (T)        | Argentina           | 2016-2017           | 34       | 1     |
| Central Córdoba (SdE) | Argentina           | 2017-2019           | 20       | 6     |
| Deportes La Serena    | Chile               | 2019-2020           | 5        | 0     |
| San Martín (SJ)       | Argentina           | 2020                | 4        | 1     |
| Total en su carrera   | Total en su carrera | Total en su carrera | 414      | 64    |

### Como entrenador
| Club                             | País                | Año                 | PJ | PG | PE | PP | GF | GC | DG | %      |
| -------------------------------- | ------------------- | ------------------- | -- | -- | -- | -- | -- | -- | -- | ------ |
| Central Córdoba (SdE) (interino) | Argentina           | 2020-2021           | 5  | 1  | 2  | 2  | 6  | 9  | -3 | 33.33% |
| Sportivo Las Parejas             | Argentina           | 2022                | 7  | 3  | 2  | 2  | 6  | 9  | -3 | 52.38% |
| San Martín (T) (Interino)        | Argentina           | 2023                | 5  | 3  | 0  | 2  | 9  | 4  | +5 | 60%    |
| Total de su carrera              | Total de su carrera | Total de su carrera | 17 | 7  | 4  | 6  | 21 | 22 | -1 | 49.02% |

## Palmarés

### Campeonatos nacionales
| Título                     | Equipo                | País      | Año     |
| -------------------------- | --------------------- | --------- | ------- |
| Primera B                  | Ferro Carril Oeste    | Argentina | 2002-03 |
| Primera B (Apertura)       | Atlanta               | Argentina | 2003    |
| Ascenso a Primera División | Tigre                 | Argentina | 2007    |
| Torneo Federal A           | San Martín (T)        | Argentina | 2016    |
| Torneo Federal A           | Central Córdoba (SdE) | Argentina | 2018    |

### Campeonatos estatales
| Título   | Equipo   | País   | Año  |
| -------- | -------- | ------ | ---- |
| Taça Rio | Botafogo | Brasil | 2008 |